# Timonius papuanus
Timonius papuanus är en måreväxtart som beskrevs av Elmer Drew Merrill. Timonius papuanus ingår i släktet Timonius och familjen måreväxter.
Artens utbredningsområde är Papua Nya Guinea. Inga underarter finns listade i Catalogue of Life.